# Devilsmother
Devilsmother är ett berg i republiken Irland. Det ligger i den nordvästra delen av landet. Toppen på Devilsmother är 645 meter över havet. Devilsmother ingår i Partry Mountains.
Terrängen runt Devilsmother är huvudsakligen kuperad. Trakten runt Devilsmother består i huvudsak av gräsmarker.